# Weißflügel-Blässhuhn
Das Weißflügel-Blässhuhn (Fulica leucoptera) ist eine Vogelart aus der Familie der Rallen (Rallidae), die in Bolivien, Brasilien, Paraguay, Uruguay, Argentinien und Chile bis Feuerland vorkommt. Die Art gilt als monotypisch. Der Bestand wird von der IUCN als nicht gefährdet (Least Concern) eingeschätzt.

## Merkmale
Das Weißflügel-Blässhuhn erreicht ein Körpergewicht von 400 bis 607 g bei einer Körperlänge von etwa 35 bis 45 cm. Es ist dunkel schiefergrau mit blasserer Unterseite und schwarzem Kopf und Hals. Die seitlichen Unterschwanzdecken sind weiß, was insbesondere dann auffällt, wenn es schwimmt und den Schwanz nach oben stellt. Eine weiße Linie, die sich aus den Spitzen der Armschwingenfedern bildet, ist besonders auffallend im Flug. Der Schnabel ist gelb bis grünlich gelb, das Stirnschild klein und blass gelb bis orangegelb. Das Schild ist am oberen Rand abgerundet, was dem Kopf ein rundliches Aussehen verleiht. Die Iris ist rot, die Beine und Füße olivgrün bis gelbgrün mit grauen bis schwärzlichen Lappen und Gelenken. Einige Vögel haben überwiegend bläulich pink oder pinkgraue Schnäbel, andere pink bis blass rötliche Schilder. Dies könnte auf Altersunterschiede zurückzuführen zu sein. Es besteht kein Geschlechtsdimorphismus. Halb ausgewachsene Tiere haben eine graubraune Oberseite und blassere Unterseite. Kinn und Brust können dabei weißlich sein. Jungvögel sind dunkelgrau und blasser auf der Unterseite. Der Kopf und der Hals sind weiß, mit dunklen Flecken vom vorderen Oberkopf bis zum Hinternacken. Das Schild ist pinkfarben.

## Lautäußerungen
Die Laute des Weißflügel-Blässhuhns sind lautstark, mit einer Vielzahl lauter, hohler Gackerrufen und glucksenden Tönen. Manche Rufe ähneln dem von schallendem Gelächter. Aggressive Männchen geben einen explosiven hak-Ton von sich.

## Fortpflanzung
Das Weißflügel-Blässhuhn brütet in den Tiefebenen Zentralargentiniens hauptsächlich von April bis November. In Rio Grande do Sul ist die Brutzeit sehr lang, da die Art dort das ganze Frühjahr und den Sommer über nistet. Es gilt als monogam und territorial während der Brutzeit. Das Nest baut es auf einer schwimmenden Plattform aus Binsen, grünem Gras oder anderen Wasserpflanzen inklusive Tausendblatt. Oft findet es sich inmitten der auftauchenden Vegetation, aber auch vor der Küste auf schwimmenden Wasserpflanzenbeeten. Über dem Nest wird ein leichtes Blätterdach angebracht. Es kann vorkommen, dass es in der Nähe des Gelbschnabel-Blässhuhns (Fulica armillata) sein Nest hat. Ein Gelege besteht aus zehn bis zwölf Eiern, aber es wurde auch schon von nur drei Eiern berichtet. Das schwarze Flaumküken hat eine teilweise nackten rosa und blauen Oberkopf, orangefarbene Spitzen am Flaum des Kopfes und dichte gelbe Borsten um den Hals, einen blutroten Schnabel mit schwarzer Spitze und grünlich braune Beine und Füße. Beide Elternteile kümmern sich um den Nachwuchs. In Chile wurde der Außendurchmesser des Nests als 27 bis 30 cm gemessen und der Innendurchmesser als 14 bis 16 cm. Die Größe der Eier ist im Durchschnitt 49,6 × 34,3 mm. Es wurde beobachtet, wie es das Nest vor anderen Arten wie Spitzschwanzente (Anas georgica) und Braunkopfente (Anas flavirostris) verteidigt.

## Verhalten und Ernährung
Das Weißflügel-Blässhuhn ernährt ich hauptsächlich von Wasserpflanzen. Es frisst überwiegend von der Oberfläche, taucht aber gelegentlich auch ab. Dabei pickt es an der Oberfläche und kippt dabei häufig um. Außerdem grast es an Land in einiger Entfernung von den Sumpfrändern. Gelegentlich zieht es die Samen aus umgeknickten Grasbüscheln heraus. Es ist sehr gesellig und normalerweise in großen Schwärmen anzutreffen.

## Verbreitung und Lebensraum

Verbreitungsgebiet (grün) des Weißflügel-Blässhuhns

Das Weißflügel-Blässhuhn lebt in Süßwasserlagunen, an Flussstaugewässern, Teichen und Sümpfen. Es bevorzugt grasbewachsene oder vegetationslose Ufer, Gewässer mit vielen Unterwasserpflanzen oder mit Wasserlinsen bedeckte Gewässer. Die Brutplätze im Hochland sind meist karg, ohne Schilfrand, aber mit viel schwimmendem Tausendblatt. Gelegentlich kommt es auf dem Meer in Küstennähe vor. Von Zeit zu Zeit sieht man es in der Nähe des Gelbschnabel-Blässhuhns.

## Migration
Das Weißflügel-Blässhuhn ist in Rio Grande do Sul das ganze Jahr über präsent, unterliegt jedoch beträchtlichen lokalen Wanderbewegungen, wobei die meisten oder alle Vögel im Herbst oder Winter in einigen Brutgebieten fehlen.

## Etymologie und Forschungsgeschichte
Die Erstbeschreibung des Weißflügel-Blässhuhns erfolgte 1817 durch Louis Pierre Vieillot unter dem wissenschaftlichen Namen Fulica leucoptera. Als Verbreitungsgebiet gab er Paraguay an, basierend auf Macá del la focha von Félix de Azara. 1758 führte Carl von Linné die für die Wissenschaft neue Gattung Fulica ein. Dieser Name hat sein Ursprung in lateinisch fulica, fuliga, fulix, fulicis ‚Wasserhuhn‘. Der Artname leucoptera ist ein Wortgebilde aus λευκος leukos, deutsch ‚weiß‘ und -πτερος, πτερον -pteros, pteron, deutsch ‚-flüglig, Flügel‘. Alfred Laubmann hatte für sein Werk Die Vögel von Paraguay keinen Balg zur Verfügung. In der Literatur sah er nur in Azara und ohne genaue Ortsangabe durch die Roosevelt-Rondon Scientific Expedition  durch Elsie Naumburg Nachweise für das Land.